# Stenolophus parviceps
Stenolophus parviceps är en skalbaggsart som beskrevs av Thomas Casey. Stenolophus parviceps ingår i släktet Stenolophus och familjen jordlöpare. Inga underarter finns listade i Catalogue of Life.